# Ирён
Ирён (кор. 일연, 一然, Iryeon; 1206—1289) — корейский буддийский монах эпохи Корё, автор исторического сочинения «Самгук юса». Мирская фамилия — Ким (кор. 김, 金, Gim), первое имя — Кёнмён (кор. 견명, 見明, Gyeonmyeong), второе имя — Хвеён (кор. 회연, 晦然, Hoeyeon).

## Биография
Ирён родился в 1206 г. в округе Чансан (кор. 장산, 章山, Jangsan) (ныне г. Кёнсан) и в 1214 г. принял постриг в монастыре Мурянса (кор. 무량사, 無量寺, Muryangsa). В 1227 г. он успешно сдал монашеские экзамены, после чего поселился на горе Пхосан (кор. 포산, 包山, Posan) и посвятил себя усердной духовной практике. В 1237 г. он был удостоен звания трижды почитаемого великого наставника (кор. 삼중대사, 三重大師, samjung daesa), в 1246 г. — звания наставника созерцания (кор. 선사, 禪師, seonsa) и в 1259 г. — звания великого наставника созерцания (кор. 대선사, 大禪師, daeseonsa). В 1261 г. по приглашению государя Ирён прибыл в столицу и поселился в монастыре Сонвольса (кор. 선월사, 禪月寺, Seonweolsa) школы Каджисан (кор. 가지산, 迦智山, Gajisan), где воспринял традицию наставника Чинуля — основателя национальной корейской линии Созерцательного направления буддизма. Спустя некоторое время Ирён переселился в монастырь Ооса (кор. 오어사, 吾魚寺, Oeosa). В 1268 г., приняв повеление государя, он во главе ста достойных монахов провёл в монастыре Унхэса (кор. 운해사, 雲海寺, Unhaesa) собрание по случаю успешного завершения нового издания Трипитаки. Впоследствии он был настоятелем нескольких монастырей, в том числе Инхынса (кор. 인흥사, 仁興寺, Inheungsa) и Унмунса (кор. 운문사, 雲門寺, Unmunsa) и в 1283 г. удостоился почётного прозвания Вонгён Чхунджо (кор. 원경충조, 圓鏡冲照, Wongyeong Chungjo). После этого он переселился в монастырь Ингакса (кор. 인각사, 麟角寺, Ingaksa), где скончался в 1289 г. Реликварий Ирёна и его мемориальная стела сохранились до наших дней.
Ирён оставил после себя несколько десятков томов сочинений, относящихся преимущественно к традиции Созерцательного направления буддизма. Наиболее известным трудом Ирёна является «Самгук юса» — фундаментальное собрание материалов по ранней истории Кореи.

## Сочинения
- Ирён. Оставшиеся сведения [о] трёх государствах (Самгук юса) / пер. с ханмуна, вступ. ст., коммент. и указ. Ю. В. Болтач. — СПб. : ИД «Гиперион», 2018. — 894, [2] с. — ISBN 978-5-89332-310-8.